# 秦驤
秦驤，字锦文，山西沁县人，清朝政治人物，同進士出身。
康熙四十五年（1706年）丙戌科进士，因病未仕而卒。